# Luterbach
Luterbach (toponimo tedesco) è un comune svizzero di 3 437 abitanti del Canton Soletta, nel distretto di Wasseramt.

## Infrastrutture e trasporti
Luterbach è servita dalla stazione di Luterbach-Attisholz sulla ferrovia Losanna-Olten.